# ويست غري (أونتاريو)
ويست غري، أونتاريو (بالإنجليزية: West Grey)‏ هي مدينة كندية تقع في مقاطعة أونتاريو. تبلغ مساحة هذه المدينة 875.3679 (كم²)، ويبلغ عدد سكانها 12193 نسمة حسب إحصاء سنة 2006 م، بينما كان يسكنها 11741 نسمة في سنة 2001 م. تحتل هذه المدينة المرتبة رقم 300 بين مدن كندا حسب عدد السكان والمرتبة رقم 115 في المقاطعة. نما عدد السكان في هذه المدينة بنسبة (3.8) بين العامين المذكورين.

## وصلات خارجية
- الأطلس الحكومي لكندا
- إحصاءات كندا مع ساعة تعداد السكان